# قيراط (وحدة مساحة)
القيراط (كوحدة قياس لمساحة الأراضي) في مصر هو جزء من 24 جزء من الفدان، أي ما يعادل 175 متر مربع.